# Wasilios Pliatsikas
Wasilios (Wasillis) Pliatsikas, gr. Βασίλειος Πλιάτσικας (ur. 14 kwietnia 1988 w Atenach) – grecki piłkarz występujący na pozycji pomocnika. Potrafi również pełnić rolę obrońcy, ponieważ swoją karierę zaczynał na lewej stronie defensywy.

## Kariera klubowa

### AEK Atheny
Swoją dorosłą karierę Pliatsikas zaczynał w AEK Ateny w 2005 roku. Najpierw zaczynał w zespole rezerw, później zaś dla pierwszego zespołu rozegrał 37 spotkań.

### Schalke
30 czerwca 2009 roku Pliatsikas podpisał czteroletni kontrakt z niemieckim klubem FC Schalke 04.

### Metałurh Donieck
27 lutego 2014 roku jako wolny agent zasilił skład Metałurha Donieck. 

### Astra Giurgiu
23 lipca 2014 roku przeszedł do rumuńskiego klubu Astra Giurgiu.

## Kariera reprezentacyjna

### Grecja U-19
Był częścią zespołu, który w 2007 roku doszedł do finału Mistrzostwa Europy U-19, zaś w 2008 roku, już jako kapitan zespołu do lat 19, doszedł wraz z drużyną do 1/8 finału ME U-19.

### Grecja
Selekcjoner reprezentacji Grecji, Otto Rehhagel powołał Pliatsikas na dwa spotkania eliminacji do Mistrzostw Świata w 2010 roku przeciwko Luksemburgowi i Litwie.
W dorosłej reprezentacji zadebiutował 19 listopada 2009 roku, gdy w zremisowanym 1-1 spotkaniu przeciwko Włochom został wprowadzony na boisko w 87. minucie.